# Podogymnura
A Podogymnura az emlősök (Mammalia) osztályának Eulipotyphla rendjébe, ezen belül a sünfélék (Erinaceidae) családjába és a szőrös sünök (Galericinae) alcsaládjába tartozó nem.

## Előfordulásuk
A Podogymnura-fajok előfordulási területe a Fülöp-szigetek.

## Rendszerezés
A nembe az alábbi 2 élő faj tartozik:
- aranyszőrű szőrössün (Podogymnura aureospinula) Heaney & Morgan, 1982
- fülöp-szigeteki szőrössün (Podogymnura truei) Mearns, 1905 - típusfaj